# Zerozen (album)
Zerozen è un album del gruppo omonimo, pubblicato nel febbraio 1999 dall'etichetta discografica Cx Publishing e distribuito da Epic Records. I singoli che hanno preceduto l'album sono stati nel 1998 Bambina artificiale e La canzone nel sole e nel 1999 Ovunque sarai.

## Tracce
Le tracce sono undici:
1. La canzone nel sole – 3:53
2. Bambina artificiale – 3:52
3. Hypnotrips – 3:55
4. Hyperman – 4:12
5. Memorie di Atlantide – 4:47
6. Perché? – 3:10
7. Nuova era totale – 4:42
8. Aura – 3:58
9. Tracce – 5:09
10. Ovunque sarai – 4:12
11. Tu – 7:43